# Kari (jezioro)
Kari (arm. Քարի լիճ, Kari Licz) – wysokogórskie jezioro znajdujące się w Armenii, na stoku góry Aragac.

## Dane geograficzne
Jezioro znajduje się na wysokości 3190 metrów n.p.m. (według innych źródeł 3207 metrów n.p.m. lub na wysokości 3402 metrów n.p.m.) na stoku góry Aragac. Ma powierzchnię 30 ha, a jego długość linii brzegowej to 1150 metrów. Największa głębokość jeziora wynosi 9 metrów.

## Etymologia
Nazwa pochodzi z języka ormiańskiego, Kari oznacza kamienne, a licz – jezioro.